# میراث طبیعی
میراث طبیعی، به تشکل‌های فیزیکی، زیست‌شناختی و زمین‌شناختی، جای زیست گونه‌های گیاهی و جانوری در معرض خطر و مناطق دارای ارزش دانشی و نگهداری و زیباشناسی گفته می‌شود.
هم اکنون بیش از ۱۶۰ هزار منطقه تحت حمایت و یا مناطق حفاظت شده در جهان وجود دارد که تنها ۲۲۲ مورد از این ۱۶۰ هزار از محوطه‌های میراث طبیعی جهان هستند.

## پدیده‌ها یا مناطق
پدیده‌ها یا مناطق مورد اشاره که اصطلاحا اموال طبیعی نامیده می‌شوند برپایهٔ ضوابط ویژه‌ای به عنوان میراث جهانی در نظر گرفته خواهند شد که شامل موارد زیر می‌شوند:
- نمونه‌های برجسته‌ای که معرف مراحل عمده سیر تحول زمین هستند. از جمله نشانه‌ها و مدارک مربوط به شیوه‌های زیست، فرآیندهای هنوز فعال زمین‌شناسی در تحول و شکل‌گیری زمین یا عناصر زمینی، آثار رویدادهای طبیعی مهم، نمونه‌های شاخص معرف فرآیندهای بوم‌شناختی، زیست‌شناختی مربوط به تحول بوم سازگان‌های آب شیرین، بوم سازگان‌های دریایی یا ساحلی و اجتماعات گیاهی و جانوری.
- آثار معرف پدیده‌های طبیعی یا حوزه‌هایی که زیبایی طبیعی استثنایی و اهمیت زیباشناختی دارند، زیست‌گاه‌های طبیعی که از نظر حفظ تنوع زیست‌شناختی اهمیت بسیار دارند، از جمله آن دسته‌ای که دربرگیرنده گونه‌های در معرض خطرند و از جنبه علمی یا حفاظتی ارزش جهانی استثنایی دارند.